# Waldemar Augustiny
Waldemar Augustiny (* 19. Mai 1897 in Schleswig; † 26. Januar 1979 in Worpswede) war ein deutscher Schriftsteller.

## Leben
Waldemar Augustiny wuchs in einer schleswigschen Pastorenfamilie auf und studierte nach dem Abitur an der Domschule Schleswig in Kiel, Hamburg und Berlin Germanistik, Philosophie und Kunstgeschichte. Er war in beiden Weltkriegen Soldat und arbeitete in zahlreichen Berufen, so war er Werkstudent, Arbeiter, Angestellter, Verlagsredakteur (1925–1932), Buchhändler, Journalist (er schrieb für nationalsozialistische Zeitungen, nach dem Krieg über Kunst für die Hannoversche Allgemeine Zeitung). Von 1932 bis zu seinem Tod 1979 lebte er als freier Schriftsteller in Worpswede bei Bremen.
Verheiratet war er mit Else Popp und hatte zwei Kinder.

## Literarisches Schaffen
Augustiny gilt als norddeutscher Erzähler und ist vor allem mit seinem Hauptwerk Die Große Flut, das in zahlreichen Neuauflagen erschien, überregional bekannt geworden. Dies ist eine Chronik der friesischen Insel Strand, die während der Sturmflut des Jahres 1634 unterging. Die Protagonisten repräsentieren eine national-konservative Haltung zum Menschen und seinem Schicksal, die durch Heimatliebe, patriarchalische Strukturen des Zusammenlebens und Arbeitens, Skepsis und Angst vor den fremden holländischen Deichbauern geprägt ist.
Seine spannungsvollen Erzählungen und Romane handeln vom harten Leben der Küstenbewohner und haben meist einen kulturhistorischen Hintergrund. Dabei setzt der Autor „der Unrast und Entwurzelung der Zeit reines Menschentum und Gemeinschaft in christlichem Geist entgegen“. Augustiny schrieb auch Künstlerporträts, zum Beispiel über Paula Modersohn-Becker und Otto Modersohn. Einige seiner Werke, z. B. sein Buch über Albert Schweitzer, wurden in mehrere Sprachen übersetzt.

## Kritik. Augustiny und der Nationalsozialismus
Augustinys Menschenbild in seinen Heimaterzählungen war wenig differenziert: Die Heimat wird idealisiert, das Fremde ist schlecht, der Mann ein Patriarch, die Frau ihm demütig und fleißig dienend usw. Das Bild, das Augustiny von sich gab, nämlich als „Moormensch“ fernab des Literaturbetriebs „eingesponnen“ am Rande des Teufelsmoores gelebt zu haben, wird durch die Recherchen von Ferdinand Krogmann für sein Buch „Waldemar Augustiny – „Schöngeist“ unterm Hakenkreuz“ widerlegt. Die Darstellung beleuchtet die Verstrickung niederdeutscher Literaten in das NS-System sowie die Leugnung ihrer Schuld nach dem Krieg. Mit seinen Berichten in der „Niedersächsischen Tageszeitung - Kampfblatt für den Nationalsozialismus“ u. a. wirkte Augustiny – ganz im Sinne der NS-Ideologie – immerhin prägend auf den damaligen Kulturbetrieb. Augustiny war Mitglied des 1936 gegründeten Eutiner Dichterkreises, einer bedeutenden Autorengruppe in Nazi-Deutschland. Nach 1945 verhalf der spätere Bundesverdienstkreuz-Träger Augustiny als Vorsitzender eines Entnazifizierungs-Ausschusses Dichterkollegen und -kolleginnen zu den begehrten "Persilscheinen". Laut Krogmann propagiere Augustiny in seinem 1943 erschienenen Buch Die große Flut die Rassentrennung und setze sich für Rassenreinheit ein. Und Ende 1945 schrieb Augustiny: „Die niedersächsische Rasse ist durch den Zustrom der Flüchtlinge dem Untergang preisgegeben. In Worpswede jedenfalls sind die Heiraten zwischen Fremden und Einheimischen schon blühend im Schwang.“ Andererseits soll sich Augustiny nach Krogmanns Aussage zusammen mit Fritz Mackensen in einem Brief an den Gauleiter für den Maler Bernhard Huys eingesetzt haben, der als Hörer von Feindsendern denunziert wurde.
Der kanadische Historiker Lawrence D. Stokes bezeichnet hingegen in seinem Buch „Der Eutiner Dichterkreis und der Nationalsozialismus“ von 2001 Waldemar Augustiny als eine der wenigen unpolitischen Ausnahmen des Eutiner Dichterkreises. Augustiny war weder in der NSDAP, noch enthalten seine Werke nationalsozialistische Bekenntnisse. Bezeichnend für Augustinys Einstellung ist allerdings ein Brief des Worpsweder Malers Carl Emil Uphoff, Ortswart der NS-Gemeinschaft Kraft durch Freude und „Kreishauptstellenleiter“, an Augustiny. Dieser hatte sich Uphoff gegenüber kritisch zum Vorgehen der Deutschen im Frankreich-Feldzug geäußert. Uphoff droht am Ende seines Briefes vom 11. Juni 1940: „Als Mitglied der NSDAP und als politischer Leiter bin ich verpflichtet, der zuständigen Parteidienststelle hiervon Mitteilung zu machen, da Sie als in breiter Öffentlichkeit wirkender Schriftsteller den Anspruch erheben, Ihre sich in diesem kurzen Vorfall äußernde abwegige geistige Haltung in unserem Volke zu verbreiten bzw. es dafür in Anspruch zu nehmen.“

## Werke
- Rudolf Alexander Schröder. Tagenbaren und Weltbürger. Döll, Bremen 1978. ISBN 3-920245-46-6/
- Niedersachsen. Landschaft, Städte, Kunst. Peters, Hanau 1971. ISBN 3-87627-020-0
- Elise und Christine. Die beiden Frauen im Leben Friedrich Hebbels. Salzer, Heilbronn 1971. ISBN 3-7936-0178-1
- Der Glanz Gottes. Ein Malerschicksal aus dem Barock. Salzer, Heilbronn 1969
- Ein Mann wie Simson. Roman. Salzer, Heilbronn 1968
- Niedersachsen im Farbbild. Umschau, Frankfurt 1967
- Otto Modersohn. Gestalt und Gleichnis aus Anlass seines 100. Geburtstages. Schünemann Verlag, Bremen 1966
- Maria Rubens – die Mutter des Malers. Erzählung. Salzer, Heilbronn 1963
- Gehet hin in alle Welt. 2 Jahrtausende christliche Mission. Gütersloh 1992
  - Niederländische Übersetzung: „Ga heen en verkondig“. Wageningen 1963
- Paula Modersohn-Becker. S. Mohn, Gütersloh 1960 (zuletzt: Fischerhude 1986. ISBN 3-88132-234-5)
- Die Frauen von La Rochelle. Ausgewählte Erzählungen. Schünemann, Bremen 1959
- Der Glanz Gottes. Des Malers Johan Liss letzte Tage in Venedig. Eckart, Witten 1956
- Albert Schweitzer und Du. Luther, Witten 1955
  - Niederländische Übersetzung: „Albert Schweitzer en wij“. Gaade, Delft 1955
  - Englische Übersetzung: „The Road to Lambaréné“. A biography of Albert Schweitzer. London 1956
  - Finnische Übersetzung: „Albert Schweitzer“. Helsinki 1960
- Aber es bleibet die Liebe. Roman. Kangen Müller, München 1952
- Die Braut des Admirals. Liebesgeschichte aus Friesland. Bertelsmann, Gütersloh 1950
- Die Wiederkehr des Novalis. Bericht des Ratsdieners Johann Christoph Böttcher aus dem Jahre 1945. Bertelsmann, Gütersloh 1948
- Bei Nacht erzählt. Bertelsmann, Gütersloh 1947 (zuletzt: Fischerhude 1990. ISBN 3-88132-084-9)
  - Norwegische Übersetzung: „Drømmens blå blomst“. Oslo 1950
  - Schwedische Übersetzung: „Den blå blomman“. Stockholm 1950
- Die große Flut. Chronik der Insel Strand. Hamburg 1943 (zuletzt: Husum 2007. ISBN 978-3-88042-125-7)
- Die Braut des Admirals. Liebesgeschichten aus Friesland. Bertelsmann, Gütersloh 1942
- Die Schwarze Gret. Erzählungen. Hamburg 1941
- Die Tochter Tromsees. Roman. Hamburg 1938
- Der Ring aus Jade. Erzählung. Schünemann, Bremen 1936
- Dronning Marie. Roman. Korn, Breslau 1936
- Die Fischer von Jarsholm. Roman. Berlin 1935
  - Schwedische Übersetzung: „Fiskarna i Jarsholm“. Malmö 1940